# لاري فووت
لاري فووت (بالإنجليزية: Larry Foote)‏ هو لاعب كرة قدم أمريكية أمريكي، ولد في 12 يونيو 1980 في ديترويت في الولايات المتحدة.

## وصلات خارجية
- لاري فووت على موقع مرجع كرة القدم المحترفة.كوم (الإنجليزية)